# Église Saint-Paul de Saint-Paul-de-Varax
Pour les articles homonymes, voir Église Saint-Paul.
L'église Saint-Paul est une église située à Saint-Paul-de-Varax, en France.

## Présentation
L'église est située dans le département français de l'Ain, sur la commune de Saint-Paul-de-Varax. L'édifice (sauf le clocher) est classé au titre des monuments historiques en 1908. Elle est déduit à Saint Paul, toutefois, des scènes sculptées sur la façade représentent la vie de Paul l'anachorète. 
Construite entre 1103 et 1150, l'église Saint-Paul a été souvent remaniée. Le clocher d'origine, détruit à la Révolution par les soldats du préfet Albite a été reconstruit au XIXe siècle. La façade ouest en pierre blanche offre un contraste saisissant avec le reste de l'édifice. Le portail principal qui s'ouvre dans ce pignon est en plein-cintre comme les arcades qui l'entourent.Le portail et les quatre arcades sont richement ornés de colonnes, chapiteaux et archivoltes sculptées de motifs romans. Le tympan du portail dont l'arc est plus important que les quatre autres est décoré d'une frise où figurent Marie et les Apôtres et d'une mandorle qui contient l'ascension du Christ encadré par deux anges. On peut également lire l'inscription suivante : 
"In nomine d(omi)ni nostri j(e)su xpi (christi) et in (h)onorem beate se(mper) virginis marie et s(an)cti pauli ap(ostol)i et omnium s(an)c(toru)m dei"
Traduite comme suit :
"Au nom de Notre Seigneur Jésus Christ,  et en l'honneur de la bienheureuse Marie toujours Vierge, de l'apôtre Paul et de gous les saints de Dieu."
Des frises représentent également des moments de la vie de Saint Paul : sa conversion, la chute de Simon le magicien, sa mise à mort par Néron.
Le reste de l'édifice est constitué d'une nef aux murs de galets disposés en arête-de-poisson. Dans le mur sud s'ouvre une petite porte cintrée romane au tympan sculpté. Les chapelles latérales , qui ne sont pas situées l'une en face de l'autre, sont en briques rouges de la région que l'on nomme carrons. Les parois du chevet et de l'abside sont en galets et en pierres blanches.